# Convenção de Belém do Pará
A Convenção Interamericana para Prevenir, Punir e Erradicar a Violência contra a Mulher, mais conhecida como Convenção de Belém do Pará, é um instrumento internacional de direitos humanos  adotado pela Comissão Interamericana de Mulheres (CIM) da Organização dos Estados Americanos em uma conferência realizada em Belém do Pará, Brasil, em 9 de junho de 1994. É o primeiro tratado internacional legalmente vinculante que criminaliza todas as formas de violência contra a mulher, em especial a violência sexual.

## Histórico
No final dos anos 80, o uso do estupro como arma de guerra pelos regimes oficiais em El Salvador, Haiti, Peru e outros lugares da América Latina foi exposto, enquanto o tabu tradicional no tratamento da violência doméstica se desfazia, colocando a violência contra mulheres nos holofotes do discurso público. Conforme a maioria das ditaduras militares caia na América Latina durante a Terceira Onda de Democratização (1978-1995), as mulheres começaram a pressionar seus governos civis para combater a violência sistêmica contra as mulheres, do Brasil ao Chile e ao México.
Em 1988, a estratégia da CIM seguiu seu modelo de criação de normas internacionais para pressionar por mudanças governamentais a nível nacional. Para isso, as mulheres redigiram uma Convenção Interamericana sobre violência contra as mulheres, e realizaram uma reunião consultiva especial em 1990. A Consulta Interamericana sobre a Mulher e a Violência de 1990 foi a primeira reunião diplomática desse tipo. Na convenção, as mulheres avaliaram a fundo a questão da violência de gênero e, em seguida, organizaram duas reuniões intergovernamentais de especialistas para ajudar no esclarecimento de questões para elaborar uma proposta. O instrumento final, que viria a ser conhecido como Convenção de Belém do Pará de 1994, foi o primeiro tratado a abordar a violência contra as mulheres. Foi apresentado em uma Assembléia Especial Extraordinária dos delegados da CIM em abril de 1994, que o aprovou e endossou sua submissão à Assembléia Geral da OEA. Foi adotado em Belém do Pará, Brasil, em 9 de junho de 1994 e foi endossado por 32 dos 34 Estados membros da OEA.
Os delegados da CIM continuaram a pressionar por acordos internacionais nas Américas na visando a proteção das mulheres. Em 1998, foi adotada a Declaração de Santo Domingo, que reconheceu que os direitos inalienáveis das mulheres existem ao longo da vida e são uma "parte integrante e indivisível dos direitos humanos universais".

## Conteúdo
O tratado é escrito nos quatro idiomas oficiais da Organização dos Estados Americanos, sendo declarado no artigo 25 que os quatro textos são igualmente autênticos.
- Inglês : Inter-American Convention on the Prevention, Punishment, and Eradication of Violence against Women (Belém do Pará Convention)
- Espanhol : Convención Interamericana para Prevenir, Sancionar y Erradicar la Violencia contra la Mujer (Convención de Belém do Pará)
- Português : Convenção Interamericana para Prevenir, Punir e Erradicar a Violência contra a Mulher (Convenção de Belém do Pará)
- Francês : Convention Interamericaine pour la Prevention, la Sanction et l'Elimination de la Violence contre la Femme (Convention de Belém do Pará)

O texto define o que é a violência contra a mulher, estabelece que as mulheres têm o direito de viver uma vida livre de violência e que a violência contra as mulheres constitui uma violação dos direitos humanos e das liberdades fundamentais. É o primeiro a demandar a criação de mecanismos estatais para a proteção e defesa dos direitos da mulher, essenciais para combater o fenômeno da violência contra a integridade física, sexual e psicológica da mulher, seja na esfera pública ou privada, e para reafirmar esses direitos dentro da sociedade.

## Estados Partes
Até março de 2020, 32 dos 35 estados membros da OAS ratificaram ou aceitaram o documento, as exceções sendo Cuba, Estados Unidos e Canadá.

## Mecanismo de Seguimento (MESECVI)
Para monitorar o cumprimento por parte dos Estados Partes com as obrigações da convenção, foi criada em 2004 uma agência chamada Mecanismo de Seguimento da Convenção de Belém do Pará, abreviado como MESECVI. O MESECVI é composto por duas entidades: a Conferência dos Estados Partes e o Comitê de Peritas.
- A Conferência dos Estados Partes é o órgão político político do mecanismo, que estuda os relatórios de países apresentados por cada Estado Parte e supervisiona o Comitê de Peritas.[8]
- O Comitê de Peritas é um órgão técnico que apresenta recomendações e diretrizes para a Conferência dos Estados Partes. É composto por especialistas designadas pelos Estados Partes entre nacionais e é regido por regulamento próprio.[8]

## Impacto
Segundo as professoras Rashida Manjoo e Jackie Jones (2018), a Convenção de Belém do Pará contribuiu significativamente para fazer do sistema interamericano de Direitos Humanos, "embora longe de ser perfeito, talvez o sistema de direitos humanos mais avançado e eficaz do mundo no contexto da violência contra a mulher". A Convenção foi citada em mais de 20 casos perante a Corte e a Comissão Interamericana e "ajudou a melhor definir e a dar maior especificidade às normas da Convenção Americana sobre Direitos Humanos e outros instrumentos interamericanos de direitos humanos no contexto da violência contra a mulher". :p.163–4
Por exemplo, a Convenção de Belém do Pará foi usada juntamente com a Convenção Americana sobre Direitos Humanos quando a Corte Interamericana de Direitos Humanos interveio no caso dos feminicídios do campo do algodão (em espanhol: feminicidas del campo algodonero), a pedido de familiares das vítimas que, motivados pela falta de resposta das autoridades mexicanas, registraram uma queixa na Corte contra o estado mexicano. Em seu julgamento em 2009, a Corte considerou o México responsável por múltiplas violações de direitos, incluindo as obrigações do Estado sob a Convenção de Belém do Pará de 'usar a devida diligência para responder à violência contra as mulheres', de acordo com o artigo 7, parágrafos b e c.:p.160  A partir deste veredito, o México passou a tomar algumas medidas positivas para cumprir a ordem do Tribunal.  :p.160  No entanto, o caso revelou que a justiciabilidade da Convenção se limitava principalmente ao artigo 7, que estipula as obrigações imediatas dos Estados Partes; os artigos 8 e 9 são úteis essencialmente para interpretar essas obrigações e as obrigações dos Estados Partes em outras convenções, como a Convenção Americana sobre Direitos Humanos.  :p.160
Além disso, Manjoo e Jones criticaram o fato de os Estados Unidos e o Canadá ainda não terem ratificado as duas convenções, '[deixando] milhões de mulheres e meninas sem as proteções oferecidas por esses tratados'.:p.164 Concluindo, eles defendem que uma versão melhorada da Convenção de Belém do Pará, com maior ênfase nas obrigações imediatas dos Estados Partes, seria o melhor modelo para um tratado mundial de violência contra as mulheres, substituindo a não vinculativa Declaração sobre a Eliminação da Violência contra as Mulheres (DEVAW) das Nações Unidas de 1993, desde que haja uma campanha permanente - preferencialmente liderada pelos sobreviventes de violência contra a mulher e seus defensores - pela ratificação universal por todos os estados do mundo. :p.164